# زمین‌لرزه ۲۰۰۲ کنگو
زمین‌لرزه کنگو  در تاریخ ۲۴ اکتبر ۲۰۰۲ میلادی، برابر با ‎۲ آبان ۱۳۸۱، ساعت ۶:۰۸:۳۷ به زمان یوتی‌سی در کنگو رخ داد. ژرفای این زلزله ۱۱ کیلومتر بود، و بزرگی آن ۶٫۲ در مقیاس Mw اعلام شده‌است. زمین‌لرزه به وقت محلی در روز پنج‌شنبه، ساعت ۸ روی داده و منطقه زمانی آن یوتی‌سی +۲ بوده‌است .
سازمان زمین‌شناسی آمریکا نیز رومرکز این زمین‌لرزه را در مختصات ۱°۵۳′۰۲″جنوبی ۲۹°۰۰′۱۴″شرقی / ۱٫۸۸۴°جنوبی ۲۹٫۰۰۴°شرقی و ژرفای آنرا در ۱۱ کیلومتر گزارش کرده‌است. بزرگی برگزیدهٔ این سازمان از میان بزرگیهای محاسبه‌شدهٔ مختلف ۶٫۲ در مقیاس Mw بوده و از دید اثر، در میان چهار دسته‌بندی «نامحسوس»، «محسوس»، «زیان‌آور» یا «با تلفات»، زلزله را «با تلفات» اعلام کرده‌است.چندین ساختمان در زمین‌لرزه آسیب دیده یا خراب شده‌است.
پروژهٔ «تنسور گشتاور مرکزوار» زاویه‌های (راستا، شیب، ریک) گسل سازندهٔ زمین‌لرزه و صفحه عمود بر آنرا (°۲۱۰، °۴۲، °۷۵-) یا (°۹، °۵۰، °۱۰۳-) و نوع گسل را «عادی» فرارسانده‌است.
شمار کشتگان زلزله حدود ۲ نفر بوده‌است.